# Исак Гудеријан
Исак Гудеријан (31. јануар 1995.) познат под уметничким именом Isaak, немачки је певач најпознатији по учешћу на Песми Евровизије 2024. године.

## Биографија
Рођен је 31. јануара 1995. године у Миндену, у Немачкој. Мајка му је Исланђанка, а отац Немац. Одрастао је у месту Порта Вестфалика у области Северна Рајна-Вестфалија. Музичку каријеру започео је свирајући на улици, да би убрзо након тога формирао бенд. 2011. учествовао је на такмичењу X фактор у Немачкој. Тамо је извео песму групе Оасис "Wonderwall".  Још као осамнаестогодишњак осоновао је компанију за организацију локалних и алтернативних музичких догађаја.
Током пандемије Ковида 19 2020. године почео је да компонује музику. Његов пробој на музичку сцену десио се 2021. године када је победио на музичком такмичењу "Show Your Talent".
2024. године учествовао је на немачком националном избору за Песму Евровизије "Eurovision Song Contest – Das deutsche Finale 2024". Победио је и по гласовима жирија и по гласовима публике и тиме постао представник Немачке на Песми Евровизије 2024. године у Малмеу са песмом "Always on the Run". Остварио је дванаесто место у финалу са 117 освојених бодова.

## Приватни живот
Са својом женом Лорин има двоје деце и живи у Еспелкампу.